# Незрелост
Незрелост је недовољна развијеност психичких способности, функција или појединих аспеката личности, с обзиром на одговарајуће узрасне норме. Незрелост може бити телесна, моторичка, интелектуална, емоционална, морална, социјална и сл. Незрелост представља препреку да особа (дете, адолесцент или одрастао човек) пређе у нов узрасни или виши друштвени статус и да преузме одговарајућу социјалну улогу, а посебно одговорност за своје поступке и понашање.